# Criminal Case
Criminal Case est un jeu vidéo de réflexion développé et édité par Pretty Simple, sorti à partir de 2012 sur navigateur (Facebook), iOS et Android.
Le jeu est devenu très populaire en 2013, devenant le jeu le plus joué de Facebook devant le très populaire Candy Crush Saga. Il atteint 100 millions de joueurs, soit près de 40 % des utilisateurs du réseau.

## Histoire
Pretty Simple a été fondée en 2010 par les associés Bastien Cazenave et Corentin Raux et a été soutenue par Idinvest Partners. Idenvest a initialement apporté 300 000 € de capital d'amorçage, suivi de 2,5 millions d'euros supplémentaires après que le jeu ait rencontré un succès modeste au début. Le thème de l'enquête criminelle a été choisi en premier par les développeurs, qui ont décidé de faire du jeu un jeu d'objets cachés car il correspondait à la fois aux besoins professionnels et personnels. Seulement deux mois après le lancement du jeu, il comptait un million d'utilisateurs actifs quotidiens.
À la mi-2013, Criminal Case attirait plus de dix millions d'utilisateurs mensuels moyens et devenait très compétitif avec Candy Crush Saga, le jeu le plus populaire sur Facebook avec plus de 46 millions d'utilisateurs mensuels moyens à l'époque. Les développeurs ont expliqué fin 2013 : « Pour publier une enquête chaque semaine, il y a près de 30 personnes qui travaillent dessus. Nous avons des auteurs et des artistes qui travaillent vraiment dur pour publier ce contenu. » Le 4 décembre 2013, le jeu a atteint plus de 100 millions d'utilisateurs.
Cinq jours plus tard, Criminal Case a remporté le prix Facebook du jeu de l'année 2013. À ce moment-là, les affaires avaient été traduites en neuf langues et elles généraient un chiffre d'affaires à huit chiffres.
Le jeu a une part de 40 % des utilisateurs de Facebook. Parmi les raisons invoquées pour le succès du jeu figurent ses scènes de crime graphiques et ses récits significatifs. Une étude réalisée en 2017 par United Worldwide a révélé que 80 % des joueurs actifs sont des femmes âgées de 30 à 55 ans.
Sept titres supplémentaires, Criminal Case : Pacific Bay, Criminal Case : Save the World !, Criminal Case : Mysteries of the Past, Criminal Case : The Conspiracy, Criminal Case : Travel in Time, Criminal Case : Supernatural Investigations et Criminal Case : City of Romance ont été lancés, ce dernier étant le dernier jeu de la franchise.

## Enquêtes

### Criminal Case: Grimsborough
La saison 1 se déroule dans une petite ville nommée Grimsborough où, de la Zone Industrielle à l'Aéroport, vous enquêterez sur 56 meurtres tous très différents les uns des autres. 
Les noms des enquêtes :
- 1 La mort de Rosa Wolf
- 2 Un cadavre dans le jardin
- 3 Le boucher sanglant
- 4 Le tueur du port
- 5 L'affaire russe
- 6 Un bon flic est un flic mort
- 7 Crucifixion
- 8 Beauté volée...

### Criminal Case: Pacific Bay
Après avoir élucidé des meurtres dans la petite ville qu'est Grimsborough, partez en vacances à Pacific Bay. Mais même dans un tel paradis, le crime continue. Attention, les vacances ne seront pas de tout repos, 59 nouvelles enquêtes vous attendent.

### Criminal Case: Save the World
Il est grand temps pour vous d'élucider 56 meurtres qui pourraient avoir un impact mondial ! Sauvez le monde !

### Criminal Case: Mystères du passé
Faites un bond dans le passé. Mais qui aurait pu croire que même dans le passé, le crime est toujours présent ? 60 meurtres sont à élucider.

### Criminal Case: The Conspiracy
Le joueur est de retour à Grimsborough ! Mais qui aurait pu croire que malgré les retrouvailles, le crime serait de retour dans cette ville ? Retrouvez votre partenaire Jones et tous les autres personnages que vous avez rencontrés durant la saison 1 (voire la 2). Résolvez 60 enquêtes probablement en rapport avec le crash de ce qui semble être un satellite un an avant le retour du joueur à Grimsborough.

### Criminal Case: Travel in Time
La saison 6 est sortie le 14 mars 2019. Elle marque le retour de quelques personnages rencontrés à Pacific Bay et à Save the World, et les 31 enquêtes se déroulent à travers diverses époques.
Note : Cette application est plus difficile que les précédentes, c'est-à-dire que les boosters comme les "aperçus des objets" coûtent 1000 pièces, les "3 astuces" coûtent 2 000 pièces et les "+ 45 secondes" coûtent 3000 pièces. De plus dans chaque scène de crime, vous avez 1 minute pour trouver tous les objets désignés en bas de l'écran et si le temps est écoulé ce sera "Game over", car pour continuer la scène de crime ratée ce sera soit 5 000 pièces soit 20 points d’énergie pour recommencer.

### Criminal Case: Supernatural Investigations
30 nouveaux crimes à élucider, cette fois en compagnie de chasseurs de vampires.

### Criminal Case: City of Romance
Le joueur se retrouve à Paris, la ville des amours (et la ville lumière).

Note: City of romance ne comporte que 18 enquêtes, les développeurs ayant annoncé fin 2020 pendant la saison que City of romance sera la dernière saison et marque la fin du jeu apres 8 ans d'aventures (les jeux etant toujours disponibles bien sur)

## Système de jeu
Les enquêtes commencent par la découverte de la scène de crime où nous découvrons le cadavre de la victime et quelques indices. Pour continuer dans l’enquête, il faut obtenir des étoiles disponibles en gagnant des points, en faisant les niveaux. Un niveau coûte 20 énergies qui se restaurent petit à petit sachant que nous avons de base 110 énergies. Du côté des indices, soit ils sont analysés sur une durée précise de temps réel, soit ils permettent d'obtenir une empreinte ou quelque chose d'utile pour l’enquête. Finalement, les indices récupérés nous permettent de découvrir qui est le tueur. Une fois la mission terminée, une très courte enquête secondaire est disponible. Il y a 3 médailles disponibles par niveau :
- La première est la médaille de bronze obtenable en terminant l'enquête ;
- La deuxième est en argent et pour sa part, elle est disponible à la fin de l'enquête secondaire ;
- La troisième médaille est en or et est bien sûr la plus dure à obtenir s'obtient en récupérant toutes les étoiles disponibles dans l’enquête.

## Accueil critique
Le Conseil australien pour les enfants et les médias a attribué au jeu une note orange (surveillance parentale requise) en raison de la présence d'éléments de jeu. De même, SaferKid a mis en garde les parents contre l'humour grossier et les grossièretés du titre. Common Sense Media l'a jugé « soigné » et « intéressant ». AdWeek a salué l'histoire solide du jeu et son gameplay intéressant. The Spectrum a estimé que le jeu était « étrangement macabre » et « fantaisiste ». Funky Games a estimé qu'il s'agissait de l'un des cinq meilleurs jeux d'objets cachés pour les plateformes Android ou iOS. Kotaku a décrit le jeu comme sombre et brut, bien que l'élément de jeu payant les ait empêchés de progresser.